# Macbeth (film, 1909, Caserini)
 (juillet 2025).
Pour les articles homonymes, voir Macbeth.
Pour plus de détails, voir Fiche technique et Distribution.
Macbeth est un film italien muet, réalisé par Mario Caserini en 1909.

## Fiche technique
- Titre original : Macbeth
- Pays d'origine :  Royaume d'Italie
- Année : 1909
- Réalisation : Mario Caserini
- Histoire : William Shakespeare, d'après sa pièce éponyme
- Société de production : Società Italiana Cines
- Société de distribution : "Film Import and Trading Company" (Usa)
- Langue : italien
- Format : Noir et blanc – 1,33:1 – 35 mm – Muet
- Genre : Drame
- Durée : 442 mètres (1 bobine)
- Dates de sortie : 
  -  États-Unis : 11 décembre 1909
  -  France : novembre 1909

## Distribution
- Dante Cappelli : Macbeth
- Maria Caserini : Lady Macbeth
- Ettore Pesci : …
- Amleto Palormi : …